# Broadway Lady
Broadway Lady (Brasil: Sociedade Injusta ) é um filme mudo norte-americano, do gênero drama, dirigido por Wesley Ruggles. Lançado em 1925, foi protagonizado por Evelyn Brent. O filme está no arquivo da Biblioteca do Congresso.

## Elenco
- Evelyn Brent ... Rosalie Ryan
- Marjorie Bonner ... Mary Andrews
- Theodore von Eltz ... Bob Westbrook
- Joyce Compton ... Phyllis Westbrook
- Clarissa Selwynne ... Sra. Westbrook
- Ernest Hilliard ... Martyn Edwards
- John Gough ... Johnny (creditado como Johnny Gough)